# Hexaméthyltungstène
L'hexaméthyltungstène est un composé organométallique de formule chimique W(CH3)6. Il s'agit d'un solide cristallisé rouge extrêmement volatil qui se sublime dès −30 °C. Il peut être conservé durablement à une température inférieure à −40 °C. Ses six groupes méthyle le rendent très soluble dans le pétrole, les hydrocarbures aromatiques, les éthers, le disulfure de carbone et le tétrachlorométhane,.
À une température inférieure à −25 °C, il peut demeurer en solution sans se décomposer significativement pendant plusieurs jours, solutions qui peuvent être utilisées pendant une courte période à température ambiante.
La préparation de l'hexaméthyltungstène en faisant réagir du méthyllithium CH3Li avec de l'hexachlorure de tungstène WCl6 dans l'éther diéthylique (C2H5)2O a été publiée en 1973. Cette synthèse avait été motivée en partie par des travaux antérieurs qui indiquaient que les composés à géométrie tétraédrique métaux de transition méthylés étaient instables à la chaleur avec l'espoir qu'un composé octaédrique serait plus robuste. Une synthèse améliorée a été publiée en 1976 à partir du triméthylaluminium Al2(CH3)6 utilisé avec la triméthylamine N(CH3)3 à la place du méthyllithium :
WCl6 + 3 Al2(CH3)6 → W(CH3)6 + 6 Al(CH3)2Cl.
L'alkylation peut également être réalisée avec le diméthylzinc Zn(CH3)2 :
WX6 + 3 Zn(CH3)2 → W(CH3)6 + 3 ZnX2 (X = F, Cl).